# Idioma chucoto
El idioma chucota (chukchi) o el idioma luoravetlano (en chucota: ԓыгъоравэтԓьэн йиԓыйиԓ) es un idioma paleosiberiano hablado por los chucotas.
La lengua, junto con el coriaco, el kerek y el itelmeno forman la familia chucoto-camchatca.
En el Libro rojo de la Unesco la lengua aparece como en peligro de extinción.

## Escritura
Hasta el año 1931 el idioma chucota no tenía un alfabeto oficial. Sin embargo en los años 20 del siglo XIX comenzaron los primeros intentos de traducción de textos religiosos al chucota. En 1823 fue publicado el primer libro en chucota.
A principios del siglo XX Vladimir Bogoraz descubrió muestras de escritura pictográfica del pastor de renos Tenevil. La escritura de Tenevil era de su propia invención, y nunca fue usada más allá de su familia.
En 1931 fue creado el alfabeto chucota basado en el alfabeto latino:
| А а | Ā ā | B b | C c | D d | Е е | Ē ē | Ә ә |
| Ә̄ ә̄ | F f | G g | H h | I i | Ī ī | J j | K k |
| L l | M m | N n | Ŋ ŋ | O o | Ō ō | P p | Q q |
| R r | S s | T t | U u | Ū ū | V v | W w | Z z |
| Ь ь |     |     |     |     |     |     |     |

Sin embargo en los libros de texto se utilizaba una variación diferente:
| А а | B в | C c | D d | Е е | Ә ә | F f | G g |
| H h | I i | Ь ь | J j | K k | L l | M m | N n |
| Ŋ ŋ | O o | P p | Q q | R r | S s | T t | U u |
| V v | W w | Z z |     |     |     |     |     |

En 1937, este alfabeto, junto con otros alfabetos latinos creados unos años antes en la Unión Soviética, fue reemplazado por un alfabeto cirílico. Al principio este fue el alfabeto ruso con la adición de los dígrafos К’ к’ y Н’ н’. En los 1950 estos fueron reemplazados por las letras Ӄ ӄ y Ӈ ӈ. Estas nuevas letras se utilizaban principalmente en libros de texto, mientras que la prensa utilizaba la antigua versión. Al final de los 1980, fue introducida la letra Ԓ ԓ para reemplazar la Л л y así reducir la confusión con la pronunciación de la letra rusa de la misma forma. El alfabeto chucota moderno es el siguiente:
| А а | Б б | В в | Г г | Д д | Е е | Ё ё | Ж ж | З з | И и |
| Й й | К к | Ӄ ӄ | Л л | Ԓ ԓ | М м | Н н | Ӈ ӈ | О о | П п |
| Р р | С с | Т т | У у | Ф ф | Х х | Ц ц | Ч ч | Ш ш | Щ щ |
| Ъ ъ | Ы ы | Ь ь | Э э | Ю ю | Я я | ʼ   |     |     |     |